# Шагаловский сельсовет
Шагаловский сельсовет — сельское поселение в Коченёвском районе Новосибирской области Российской Федерации.
Административный центр — село Шагалово.

## История
Статус и границы сельского поселения установлены Законом Новосибирской области от 2 июня 2004 года № 200-ОЗ «О статусе и границах муниципальных образований Новосибирской области»

## Население
| 2002  | 2010  | 2012  | 2013  | 2014  | 2015  | 2016  |
| ----- | ----- | ----- | ----- | ----- | ----- | ----- |
| 1323  | ↘1211 | ↗1216 | ↘1191 | →1191 | ↗1193 | ↗1215 |
| 2017  | 2018  | 2019  | 2020  | 2021  |       |       |
| →1215 | ↗1226 | ↗1233 | ↘1231 | ↘1227 |       |       |

## Состав сельского поселения
| № | Населённый пункт    | Тип населённого пункта       | Население |
| - | ------------------- | ---------------------------- | --------- |
| 1 | 3298 км Шагаловский | населённый пункт             | →0        |
| 2 | Казаково            | деревня                      | ↗231      |
| 3 | Приозерная          | деревня                      | ↘64       |
| 4 | Тропино             | деревня                      | ↘10       |
| 5 | Федосово            | деревня                      | ↘167      |
| 6 | Шагалово            | село, административный центр | ↘739      |